# Betty Crocker
Betty Crocker es una marca y un personaje ficticio utilizado en campañas publicitarias de alimentos y recetas. Fue creado originalmente por la Compañía Washburn-Crosby en 1921 después de un concurso en el Saturday Evening Post . En 1954, General Mills, una corporación estadounidense de Fortune 500 con el logotipo de la cuchara roja, le dio a varias mercancías relacionadas con los alimentos el Sello de Aprobación Betty. Un retrato de Betty Crocker, comisionado por primera vez en 1936 y revisado varias veces desde entonces, aparece en anuncios impresos y en el empaque del producto. En las transmisiones de radio y televisión, Betty Crocker fue interpretada por varias actrices, por Marjorie Husted por veinte años, y por Adelaide Hawley Cumming en televisión entre 1949 y 1964. 
El personaje fue desarrollado en 1921 como una forma de dar una respuesta personalizada a las preguntas sobre productos de consumo. El nombre de Betty fue seleccionado porque se le vio como un nombre alegre y completamente estadounidense. Se combinó con el apellido Crocker, en honor de William Crocker, director de la Compañía Washburn Crosby.
Descrita como un ícono cultural estadounidense, la imagen de Betty Crocker ha perdurado varias generaciones adaptándose a las corrientes sociales, políticas y económicas cambiantes. Además de las campañas publicitarias en medios impresos de difusión así como en medios digitales, recibió varias referencias culturales en el cine, la literatura, la música y los cómics. 

## Creación
Betty Crocker fue creada en 1921 por Washburn-Crosby y el anunciante Bruce Barton . Bajo la supervisión de Marjorie Husted, la imagen de Betty Crocker se convirtió en el "Zeus" de General Mills. En 1921, Washburn Crosby se fusionó con otras compañías de molienda para formar General Mills.
En 1924, Crocker adquirió una voz con el debut de "La escuela de cocina del aire Betty Crocker" en una estación de Minneapolis. Fue el primer programa de cocina de radio del país. Blanche Ingersoll seguido de Husted fueron seleccionados para interpretar a Betty Crocker. El programa se hizo popular y, finalmente, se transmitió a nivel nacional en NBC Radio, con Agnes White como Betty. Durante las siguientes tres décadas, las mujeres interpretarían anónimamente a Betty Crocker en el aire y en las escuelas de cocina.
En 1929, se introdujeron los cupones de Betty Crocker, insertados en bolsas de harina, podrían utilizarse para reducir el costo de los cubiertos Oneida Limited . Para 1932, este esquema se había vuelto tan popular que General Mills comenzó a ofrecer un juego completo de cubiertos; el patrón se llamó "Amistad" (más tarde se le cambió el nombre a "Medalidad"). En 1937, los cupones se imprimieron en el exterior de los paquetes, copia en la que se les pedía a los compradores "ahorrar y canjear por grandes ahorros en accesorios finos de cocina y hogar en nuestro catálogo ".

## Publicaciones de libros de cocina
A partir de 1930, General Mills emitió libros de recetas softbound, incluidos en 1933 101 Deliciosas creaciones de Bisquick, Betty Crocker, hechas y servidas por reconocidas anfitrionas corteses, chefs famosos, epicures distinguidos y inteligentes luminarias de Movieland.
1941–1945: El Libro de cocción de uso múltiple de Betty Crocker fue publicado como una ayuda para las consideraciones de tiempo de guerra en la cocina.
En 1950, se publicó el libro de cocina Betty Crocker Picture Cookbook . Fue escrito por la nutricionista Agnes White Tizard.
En 2005, se publicó la décima edición del libro de cocina de Betty Crocker, así como un libro bilingüe español / inglés que recopila algunas de las recetas más comunes para los lectores de habla hispana que buscan cocinar comida de estilo estadounidense. Una 11.ª edición, en formato de carpeta de anillas, apareció en 2011. Al menos otras 17 colecciones de recetas de Betty Crocker también se imprimieron en 2015. También hay recetas y colecciones disponibles digitalmente.

## Medios de comunicación
Los programas de Betty Crocker aparecieron por primera vez en la radio en estaciones locales en 1924. La primera transmisión de Betty Crocker fue en la NBC en 1926. El programa permaneció en la red de radio hasta 1953; la mayor parte del tiempo el programa estaba en NBC o CBS, pero estaba en ABC desde 1947 hasta 1953.
En 1949, la actriz Adelaide Hawley Cumming se convirtió en Betty Crocker durante muchos años. Ella apareció durante varios años en The George Burns y Gracie Allen Show, e incluso tuvo su propio programa de televisión, Betty Crocker Star Matinee . También apareció en el primer comercial en color de la red CBS, en el que preparó un "pastel de frutas misterioso". Hawley continuó interpretando a Betty Crocker hasta 1964.
Un retrato de Betty Crocker se encargó por primera vez en 1936, una "imagen maternal" que "mezclaba las características de varios miembros del Departamento de Servicio Doméstico" que fue pintada por Neysa McMein . Cambió sutilmente a lo largo de los años, pero siempre se acomodó a la percepción cultural de General Mills sobre el ama de casa estadounidense.   - Conocido y cariñoso. El retrato de Betty Crocker en 1996, según General Mills, se inspiró parcialmente en un "compuesto computarizado" de "75 mujeres de diferentes orígenes y edades". Estos retratos siempre fueron pintados, sin que ninguna persona real haya posado como modelo.
En 1945, la revista Fortune nombró a Betty Crocker como la segunda mujer más popular de América; Eleanor Roosevelt fue nombrada como la primera. Fortune publicó un artículo sobre la naturaleza ficticia de Betty Crocker, calificándola de "falsa" y "fraudulenta".
Betty Crocker también aparece en el popular webcic Homestuck de Andrew Hussie. 

## Legado
El suburbio de Golden Valley, Minnesota en Minneapolis (donde tiene su sede la sede de General Mills) tiene una calle llamada Betty Crocker Drive.
Hay una serie de productos de la marca Betty Crocker, como envases de plástico para alimentos y tazas medidoras, y una línea de pequeños electrodomésticos como palomitas de maíz y sándwiches con la marca Betty Crocker. 
En 2006, la operación de catálogo de Betty Crocker cerró con todo su inventario a la venta. Los puntos fueron canjeables hasta el 15 de diciembre de 2006. Una nueva tienda en línea se lanzó en abril de 2007, pero se descontinuó en algún momento posterior. 
Las recetas y consejos de Betty Crocker de la "Era Atómica" de la década de 1950 son de interés cultural.
El webcomic Homestuck, de Andrew Hussie, presentó a Betty Crocker como compañía y fue un punto importante en toda la historia. 

## Productos
- Bac-Os
- Betty Crocker Brownie bar
- Libro de cocina de Betty Crocker
- Mezclas para hornear, Betty Crocker
- Rollitos de fruta
- Betty Crocker glaseado en conserva
- Cuenco Appetit estantes de entrada estable
- Betty Crocker Soda Licious (descontinuado)
- Productos de decoración de tartas y postres.
- Dunk-a-roos
- Fruta por el pie
- Gushers de frutas[21][22]
- Hamburger Helper y productos relacionados
- Puré de papas al instante con puré de papas
- De repente mezclas de ensalada
- Mezcla de panqueque "Agitar y hacer"
- Deliciosos postres para microondas.